# Grupa Golicy

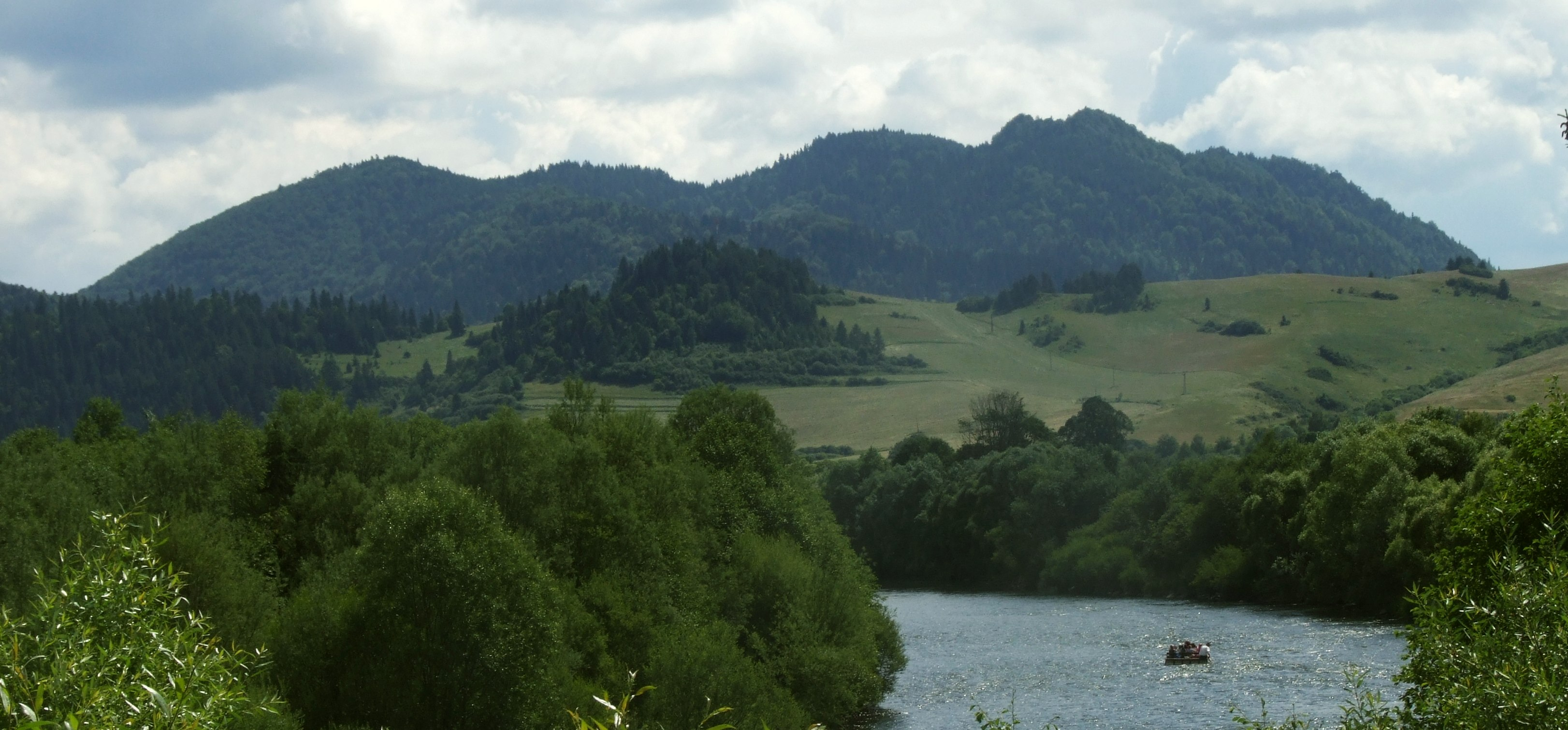
Grupa Golicy, widok z zachodniej strony

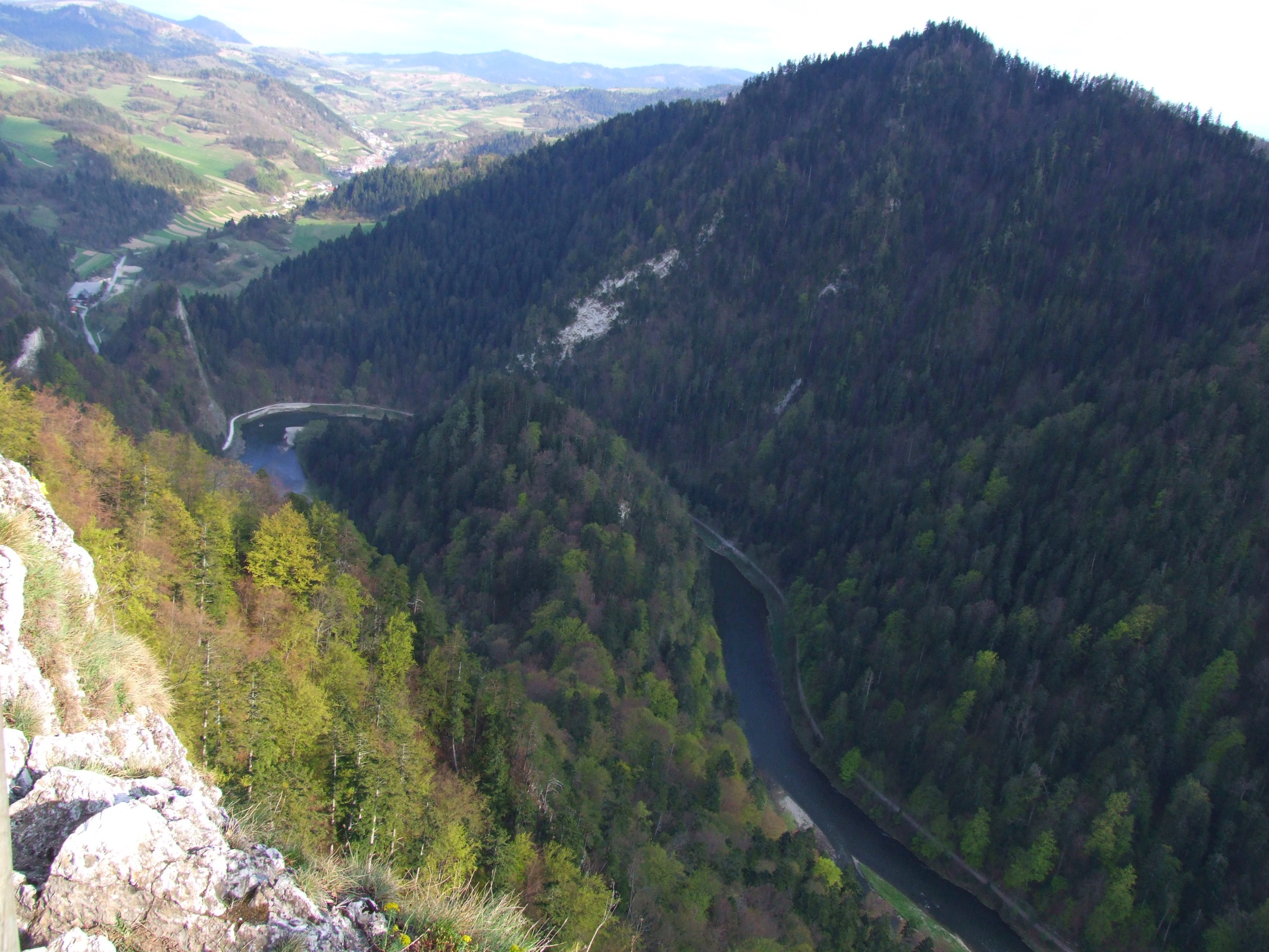
Golica, przełom Dunajca, Małe Pieniny i dolina Leśnego Potoku

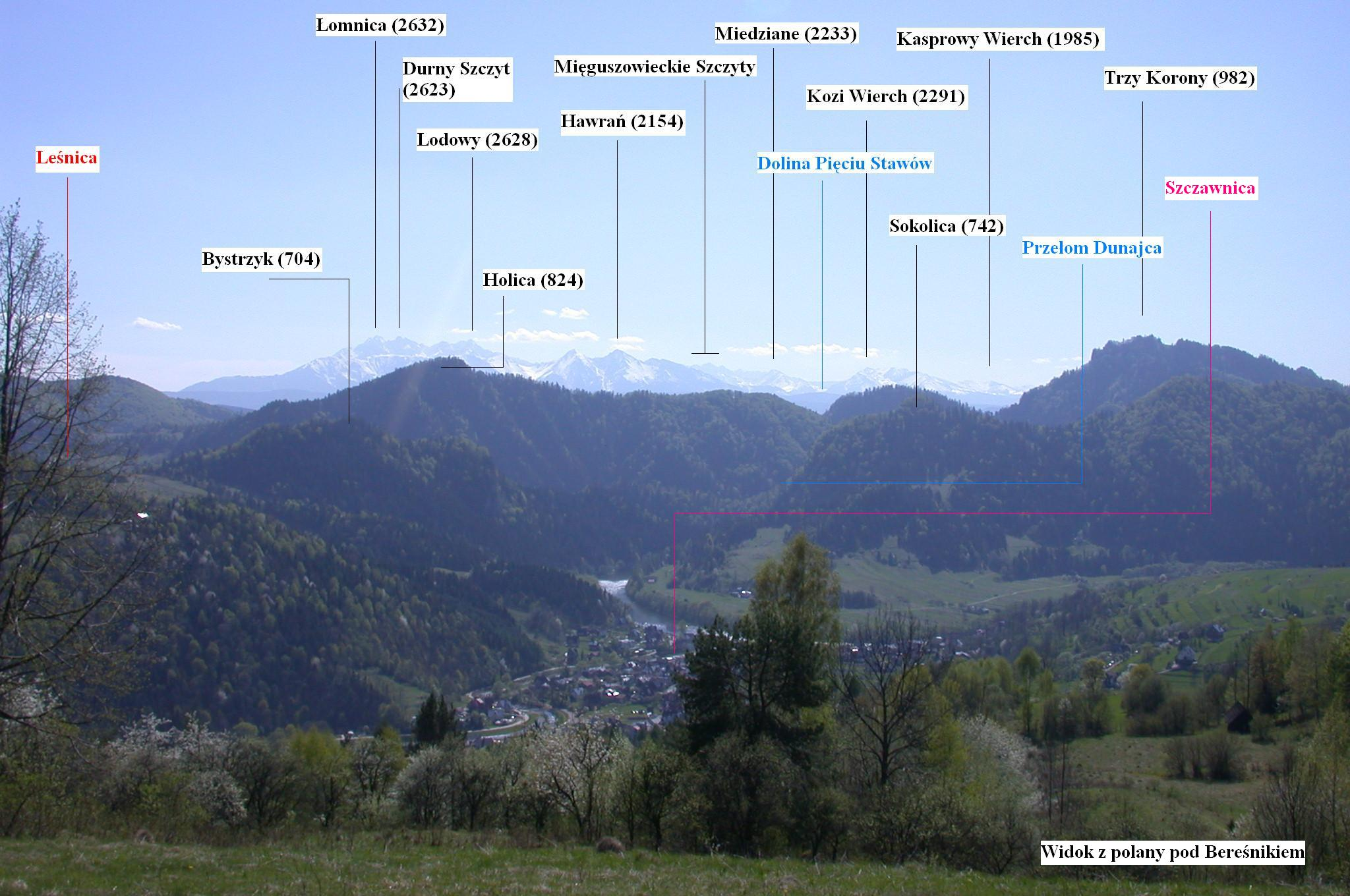
Pieniny Centralne i Grupa Golicy

Grupa Golicy (Grupa Holicy) – grupa szczytów pienińskich położona pomiędzy Dunajcem (granica zachodnia) a uchodzącymi do niego potokami Lipnik (granica południowa) i Leśny Potok (granica północna). Na wschodzie granicę stanowi przełęcz pod Tokarnią. Położona całkowicie w słowackiej części Pienin Grupa Golicy posiada więc naturalne, wyraźnie zaznaczone głębokimi dolinami granice. Od południowej strony sąsiaduje z Magurą Spiską, od północnej z Małymi Pieninami. Wśród topografów brak jednomyślności do której części Pienin zaliczyć Grupę Golicy. Niektórzy zaliczają ją do Pienin Właściwych, inni do Małych Pienin. Według Józefa Nyki pod względem budowy, krajobrazu i flory Grupa Golicy należy do Pienin Właściwych, stanowi ich przedłużenie przecięte Przełomem Dunajca. Niektórzy topografowie wyodrębniają ją jako odrębną jednostkę. Wyróżniają się w niej dwa grzbiety:
- południowy, wyższy, przebiegający równoleżnikowo, ze szczytami:
  - Klasztorna Góra (słow. Kláštorná hora, 657 m)
  - Płaśnie (Plašná; 889 m)
  - Aksamitka (841 m)
- północny, niższy i przebiegający z północnego zachodu na południowy wschód, ze szczytami:
  - Poľana (558 m)
  - Golica lub Holica (słow. Holica, 828 m)
  - Buče (603 m)
  - Wierch Łazki (688 m)

Grzbiet północny łączy się z południowym na środkowym wierzchołku Płaśni. Od grzbietów tych odchodzą jeszcze krótkie boczne grzbiety poprzecinane dolinami potoków.
Do Grupy Golicy należą położone nad Dunajcem skalne urwiska Siedem Mnichów oraz pod Płaśniami Haligowskie Skały będące ścisłym rezerwatem przyrody. W skałach tych znajduje się Aksamitka – największa i najsłynniejsza jaskinia całych Pienin. Cały obszar Grupy Golicy znajduje się na terenie PIENAP-u. Jest udostępniony czterema szlakami turystyki pieszej i jednym rowerowym. Są one widokowe dzięki temu, że przechodzą przez polany.

## Szlaki turystyczne
czerwony: Czerwony Klasztor – Przełęcz pod Klasztorną Górą – Płaśnie – przełęcz Pod Płaśniami – Aksamitka – Przełęcz pod Tokarnią – Wielki Lipnik. 3:15 h, ↓ 2:45 h
  niebieski: Czerwony Klasztor – Przełęcz pod Klasztorną Górą – przełęcz Limierz – Leśnica. 1:45 h, ↓ 1.35 h
  żółty: Droga Pienińska – przełęcz Limierz. 50 min, ↓ 35 min.
  zielony: Leśnica – przełęcz Pod Płaśniami – Haligowce. 2:05 h, ↓ 2:05 h
 żółty: tą samą trasą co niebieski pieszy.